# Seututie

Finnisches Verkehrszeichen 665a: „Regionsstraßen-Nummer“

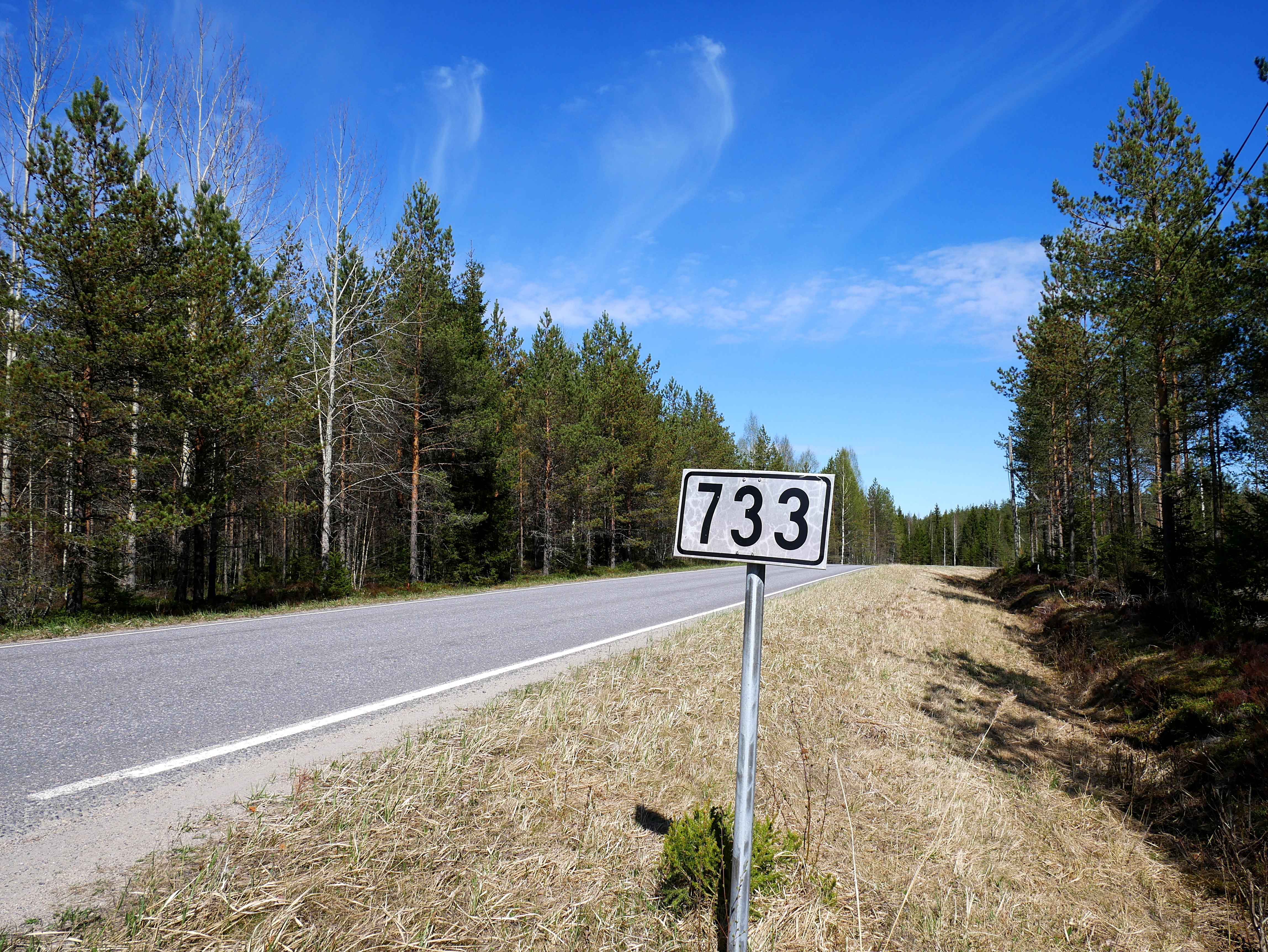
Regionalstraße 733

Seututiet (deutsch Regionalstraßen) sind Strecken im finnischen Straßennetz, die dem Verkehr der Unterregionen dienen und diese mit den Staats- und Hauptstraßen verbinden. Die Verkehrssignifikanz ist somit kleiner als die Staats- und Hauptstraßen, aber größer als die Nebenstraßen. 100 bis 999 im Straßennummernsystem sind für diese regionalen Verkehrswege reserviert. Die Nummern der Verkehrsschilder sind mit schwarzen Zahlen auf weißem Grund gekennzeichnet.
Einige der Regionalstraßen  verlaufen parallel zu den Staatsstraßen und sind in der Regel ältere Trassen der derzeitigen „Autobahn“, zwischen denselben Orten. Sie dienen als Ersatzrouten und bieten eine Alternative für den langsameren Verkehr.
Das finnische Ministerium für Verkehr und Kommunikation bestimmt, welche Straßen Regionalstraßen sind. Zu Beginn des Jahres 2014 gab es in Finnland 13.609 Kilometer Regionalstraßen. Rund 35 Prozent der Regionalstraßen sind asphaltiert, etwa 62 Prozent befestigt und 3 Prozent Schotterpisten. Nur weniger als ein Prozent der Regionalstraßen sind Schnellstraßen wie die Regionalstraße 101 oder die Ringstraße I.